# 张琼 (1902年)
張瓊（1902年—1981年9月28日），原名朱舜华，中國政治人物、教育界人士。

## 生平
張瓊出生在湖南省汝城县一个官僚地主家庭。她考入湖南省立第三师范学校。五四運動期間，認識了毛泽东、杨开慧、刘少奇等人並加入新民学会。1920年，参加驱张代表团，與何叔衡等來到郴州宣传驱张。1922年11月加入中國共產黨。
中華人民共和國成立后，張瓊历任虹口区第一中心小学校长、上海市虹口区人民政府文教科长、虹口区副区长等职。
文化大革命期间，張瓊被關入牛棚。